# Table des caractères Unicode/UA980
Cette page contient des caractères spéciaux ou non latins. S’ils s’affichent mal (▯, ?, etc.), consultez la page d’aide Unicode.
Table des caractères Unicode U+A980 à U+A9DF.

## Javanais(Unicode 5.2)
Caractères utilisés pour l’écriture avec l’abugida javanais, pour les transcriptions principalement de la langue javanaise, mais aussi en kawi (vieux javanais), soundanais et Bugi (ou bougui, bouguinais) et d’autres langues régionales ou minoritaires des îles de Java, de la Sonde et des Célèbes en Indonésie :
- signes de finalisation (de U+A980 à U+A983) : panyangga (tchandrabindou), cecak (anousvâra), layar (r final, également utilisé pour le repha dans la translittération du kawi) et wignyan (visarga) ;
- voyelles indépendantes (de U+A984 à U+A98E) : a, i, i kawi, i long, u, pa cerek (r vocalique), nga lelet (ou l vocalique), nga lelet (ou ll vocalique), e, ai, o ;
- consonnes de base et variantes longues kasak, murda ou mahaprana (de U+A98F à U+A9B2) ;
- signe cecak telu (ou noukta : U+A9B3) pour la représentation de consonnes non javanaises (notamment de l’arabe) ;
- voyelles dépendantes (de U+A9B4 à U+A9BC) : tarung (â ou o en soundanais), tolong (variante de tarung), wulu (i), wulu melik (ou î long), suku (ou), suku mendut (oû long), taling (e), dirga mure (aï) et pepet (ĕ bref ou muet) ;
- consonnes médiales (de U+A9BD à U+A9BF) : keret ou r vocalique, rĕ en javanais), pengkal (ya médial), cakra (ra médial) ;
- signe pangkon (virâma : U+A9C0) ;
- signes de ponctuation (de U+A9C1 à U+A9CD) : rerenggan (gauche et droite), pada andap, pada madya, pada luhur, pada windu, pada pangkat, pada lingsa (danda), pada lingsi (double danda), pada adeg, pada adeg adeg, pada piseleh et pada piseleh culbuté ;
- signe de répétition (U+A9CF): pangrangkep (utilisé aussi en bougui) ;
- chiffres décimaux de zéro à neuf (de U+A9D0 à U+A9D9) ;
- signes d’ellipse (de U+A9DE à U+A9DF) : pada tirta tumetes et pada isen-isen.

Les caractères de U+A980 à U+A983 et de U+A9B3 à U+A9C0 sont des signes diacritiques se combinant avec le caractère de base après lequel ils sont codés ; ils sont présentés ici combinés avec la lettre javanaise ka « ꦏ » (U+A98F). Selon le cas, ils se combinent au-dessus, à droite, à droite puis en dessous ou en dessous de la lettre de base (en s'attachant parfois depuis le bas à droite) ; cependant les diacritiques U+A98A et U+A98A s'écrivent avant la lettre de base, à sa gauche. Le signe pangkon (virâma : U+A9C0), lorsqu'il est codé entre deux consonnes, indique l'absence de voyelle implicite dans la consonne initiale et modifie la consonne suivante dans sa forme subjointe (souvent très différente de sa forme de base) en formant une ligature sous la première consonne (ensuite, l'éventuel signe voyelle codé après indique la vocalisation de la seconde consonne, mais se positionne relativement à la ligature entière).
Si elles ne sont tracées avec précision et dans une taille suffisantes, les lettres individuelles peuvent facilement être confondues entre elles. Également, le signe de ponctuation pada windu (U+A9C6) peut être facilement confondu avec le chiffre zéro (U+A9D0) et le signe d’ellipse pada tirta tumetes (U+A9DE) ; la voyelle indépendante e (U+A98C) peut être confondue avec le chiffre six (U+A9D6) ; la consonne ya (U+A9AA) avec le chiffre neuf (U+A9D9).

### Table des caractères
| en fr  | 0 | 1 | 2 | 3 | 4 | 5 | 6 | 7 | 8 | 9 | A | B | C | D | E | F |
| ------ | - | - | - | - | - | - | - | - | - | - | - | - | - | - | - | - |
| U+A980 | ꦏꦀ | ꦏꦁ | ꦏꦂ | ꦏꦃ | ꦄ | ꦅ | ꦆ | ꦇ | ꦈ | ꦉ | ꦊ | ꦋ | ꦌ | ꦍ | ꦎ | ꦏ |
| U+A990 | ꦐ | ꦑ | ꦒ | ꦓ | ꦔ | ꦕ | ꦖ | ꦗ | ꦘ | ꦙ | ꦚ | ꦛ | ꦜ | ꦝ | ꦞ | ꦟ |
| U+A9A0 | ꦠ | ꦡ | ꦢ | ꦣ | ꦤ | ꦥ | ꦦ | ꦧ | ꦨ | ꦩ | ꦪ | ꦫ | ꦬ | ꦭ | ꦮ | ꦯ |
| U+A9B0 | ꦰ | ꦱ | ꦲ | ꦏ꦳ | ꦏꦴ | ꦏꦵ | ꦏꦶ | ꦏꦷ | ꦏꦸ | ꦏꦹ | ꦏꦺ | ꦏꦻ | ꦏꦼ | ꦏꦽ | ꦏꦾ | ꦏꦿ |
| U+A9C0 | ꦏ꧀ | ꧁ | ꧂ | ꧃ | ꧄ | ꧅ | ꧆ | ꧇ | ꧈ | ꧉ | ꧊ | ꧋ | ꧌ | ꧍ |   | ꧏ |
| U+A9D0 | ꧐ | ꧑ | ꧒ | ꧓ | ꧔ | ꧕ | ꧖ | ꧗ | ꧘ | ꧙ |   |   |   |   | ꧞ | ꧟ |